# Parque Areião
Parque Areião é um parque da cidade de Goiânia.

## História
Decretado como parque no ano de 1992, o local possui uma área de 215.000 m² e se localiza na região sul de Goiânia, entre os bairros Pedro Ludovico, Marisa e Sul, entre a Alameda Coronel Eugênio Jardim, Avenida Americano do Brasil, Rua 90, Avenida Areião e Avenida 5ª Radial.
O Parque Areião é uma área de preservação permanente com vegetação de floresta da galeria e vereda, abrigando espécies de fauna nativa. O parque possui como patrimônio natural três nascentes do Córrego Areião e um braço do Córrego Botafogo, pertencentes à Bacia do Rio Meia Ponte.
O parque conta com uma pista de cooper iluminada, com 2.400 metros de extensão, duas estações de ginástica, parque infantil e um lago. Em relação à flora, é composto por plantas típicas do cerrado, e há também áreas de reflorestamento bem arejadas. Possui uma fauna nativa de animais de pequeno porte, como macacos-prego e pássaros. Também possui uma Vila Ambiental projetada para desenvolver atividades de educação ambiental, cuja revitalização ocorreu a partir de 2018.